# Muhammad ibn Musa al-Khwarizmi
Muhammad ibn Musa al-Khwarizmi (persiska: محمد بن موسى خوارزمی; c. 780 – c. 850), var en persisk matematiker och astronom under den islamiska guldåldern, bland annat känd för att ha fått ge namn åt begreppet "algoritm".
al-Khwarizmis namn tyder på att han själv eller hans far var från Khwarezm som ligger i norra delen av nuvarande Uzbekistan. Under kalifen al-Mamuns herravälde var han bosatt i staden Bagdad, i dagens Irak, och han studerade vid stadens viktigaste lärosäte, Visdomens hus. Det var där som han skrev sina böcker och gjorde sina astronomiska upptäckter.
Man vet inte mycket om al-Khwarizmis liv, utan han är mest känd genom de verk som finns kvar efter honom. Bland dessa verk finns bland annat två aritmetiska arbeten, ett berömt verk om algebra och ett trigonometriskt arbete. I Europa är han, som nämnts tidigare, mest känd för att han fått ge namn åt begreppet algoritm. (En algoritm är en systematisk procedur som beskriver hur man genom ett begränsat antal steg utför en beräkning eller löser ett problem med numeriska metoder. I vetenskapliga och tekniska sammanhang används algoritmer främst inom matematik och datavetenskap. Begreppet algoritm infördes först av G.H. Hardy och E. M. Wright i deras bok An Introduction to the Theory of Numbers från 1938.)
al-Khwarizmi har bland annat författat böckerna "Hesabolhend", "al Jabr va moghabelah", "Zidj", "Sorat-ol-arz", "al Jam va tafrigh", och även "Ar-rakhameh" rörande matematiken för skuggors rörelse och användningen av detta för soluret, som i sin tur blev en grund för beräkningar av planeternas banor kring solen.
Boken "Hesabolhend", som förklarar det indiska beräkningssystemet, översattes av Edgar Bath för första gången till latin med titeln Algorithmi de Numero Indorium. Senare översatte Rosen denna bok från latin till engelska år 1831. Den engelska versionen bevaras idag i Oxfords bibliotek, medan det arabiska originalet är förlorat.
En annan bok, som främst är känd i västvärlden via dess översättning till latin, är "al Jabr va moghabelah". Det arabiska originalet finns bevarat.
"Zidj" är den äldsta arabiska bok om astronomi, som finns bevarad i sin helhet. De astronomiska tabellerna i denna bok är till stor del baserade på Batlamis astronomiska tabeller.
I al-Khwarizmis skrift "Sorat-ol-arz", som är en skrift om geografi, kan man se stora städer och viktiga platser markerade på kartor. Denna bok författades under början av 800-talet och är förmodligen baserad på Mamuns världskarta, vilken i sin tur var baserad på Batlamis verk.

## Eftermäle
Nedslagskratern Al-Khwarizmi på månen och asteroiderna 11156 Al-Khwarismi och 13498 Al Chwarizmi är uppkallade efter al-Khwarizmi.